# Houdilcourt
Houdilcourt är en kommun i departementet Ardennes i regionen Grand Est (tidigare regionen Champagne-Ardenne) i nordöstra Frankrike. Kommunen ligger  i kantonen Asfeld som ligger i arrondissementet Rethel. År 2022 hade Houdilcourt 143 invånare.

## Befolkningsutveckling
Antalet invånare i kommunen Houdilcourt
Referens: INSEE